# 그란부에노스아이레스

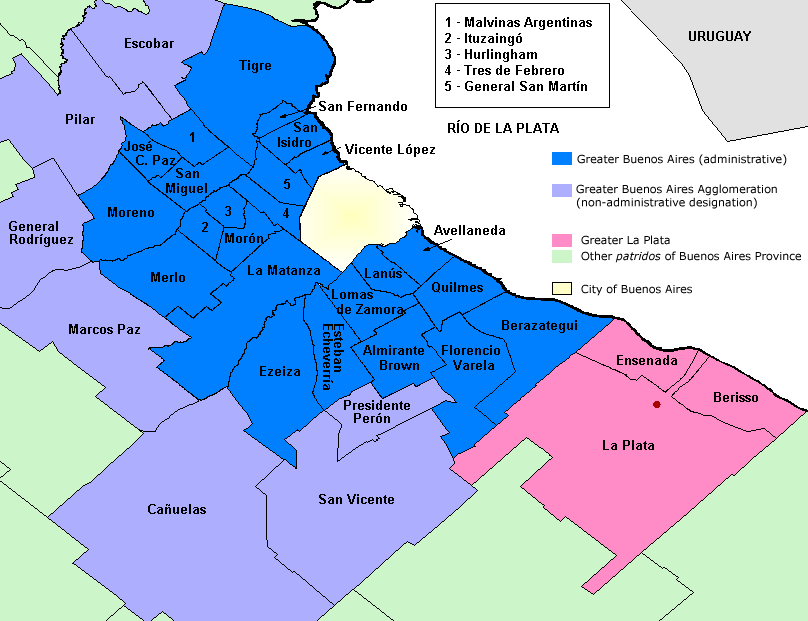
그란부에노스아이레스의 '파르티도'들

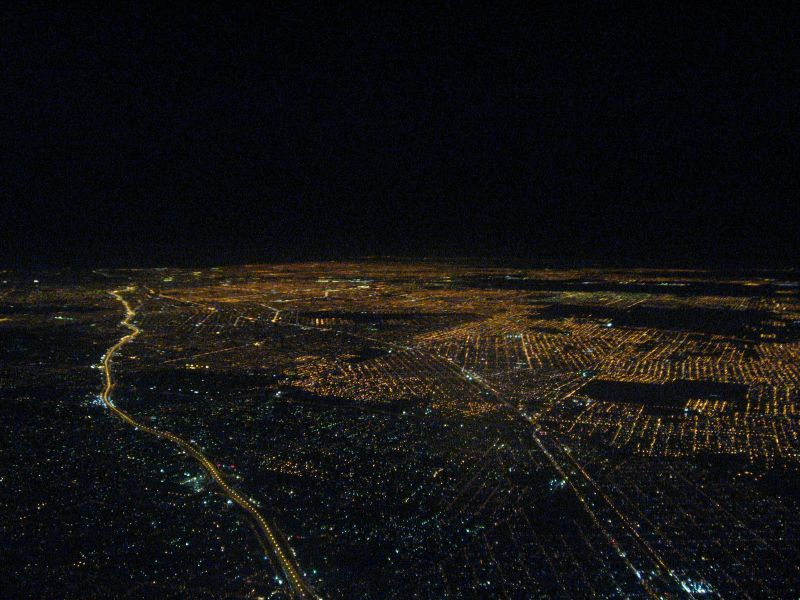
부에노스아이레스 지역 야경 (항공 사진)

그란부에노스아이레스(스페인어: Gran Buenos Aires, GBA) 또는 부에노스아이레스 대도시권은 아르헨티나의 수도인 부에노스아이레스 주변의 대도시권이자 아르헨티나의 수도권 지역으로, 부에노스아이레스주에 속한 다음 24개의 파르티도(partido)를 가리킨다.

## 완전히 도시화된 지역
(14개 파르티도)
- 아베야네다 (Avellaneda)
- 헤네랄산마르틴 (General San Martín)
- 우를링암 (Hurlingham)
- 이투사잉고 (Ituzaingó)
- 호세파스 (José C. Paz)
- 라누스 (Lanús)
- 로마스데사모라 (Lomas de Zamora)
- 말비나스아르헨티나스 (Malvinas Argentinas)
- 모론 (Morón)
- 킬메스 (Quilmes)
- 산이시드로 (San Isidro)
- 산미겔 (San Miguel)
- 트레스데페브레로 (Tres de Febrero, 2월 3일)
- 비센테로페스 (Vicente López)

## 부분적으로 도시화된 지역
(10개 파르티도)
- 알미란테브로운 (Almirante Brown)
- 베라사테기 (Berazategui)
- 에스테반에체베리아 (Esteban Echeverría)
- 에세이사 (Ezeiza)
- 플로렌시오바렐라 (Florencio Varela)
- 라마탄사 (La Matanza)
- 메를로 (Merlo)
- 모레노 (Moreno)
- 페르난도 (San Fernando)
- 티그레 (Tigre)

## 주변 지역
다음 6개 파르티도는 행정적으로 그란부에노스아이레스에 속하지는 않지만, 도시화가 진행되어 부에노스아이레스와 연속성을 지니는 지역들이다.
- 에스코바르 (Escobar)
- 헤네랄로드리게스 (General Rodríguez)
- 마르코스파스 (Marcos Paz)
- 필라르 (Pilar)
- 프레시덴테페론 (Presidente Perón)
- 산비센테 (San Vicente)

주변 지역중 카뉴엘라스(Cañuelas)와 라플라타(La Plata) 지역은 독자적인 대도시권을 형성하고 있어서 그란부에노스아이레스에는 포함되지 않는다.

## 인구
1940년대부터 1960년대까지 중점적으로 이루어진 수도권 인구 집중으로 그란부에노스아이레스에는 9,337,888 명이 거주하고 있으며, 24개 파르티도와 카피탈 페데랄(부에노스아이레스 시)의 거주자를 모두 합하면 모두 12,372,049 명이 이 지역에 거주하고 있다.
이러한 인구 집중은 남아메리카에서 상파울루에 이어 두 번째, 라틴아메리카 전체에서는 멕시코 시와 상파울루에 이어 세 번째 규모이다.

## 둘러보기
- 부에노스아이레스
- 수도권

## 참고
1. ↑  “Estimaciones y Proyecciones de Población de la Provincia de Buenos Aires 2001 - 2007 DPE” (PDF).[깨진 링크(과거 내용 찾기)] (2007년 6월 기준)